# منفخية
المُنفخية (الاسم العلمي: Physaraceae)، فصيلة من العفن الغروي المنتمية إلى رتبة المنفخيات.

## الأجناس
وتحتوي الفصيلة على الأجناس التالية:
- Badhamia
- Craterium
- Fuligo
- Kelleromyxa
- Leocarpus
- Physarella
- Physarina
- منفخة

قد ينتمي جنس Willkommlangea أيضًا إلى هذه الفصيلة.